# Anolis boulengerianus
Anolis boulengerianus (теуантепекський аноліс) — вид ігуаноподібних ящірок родини анолісових (Dactyloidae). Ендемік Мексики. Вид названий на честь британсько-бельгійського зоолога Джорджа Альберта Буленджера.

## Поширення і екологія
Теуантепекські аноліси мешкають в передгір'ях на півдні перешийка Теуантепек в штаті Оахака. Вони живуть в сухих колючих рідколіссях, трапляються на плантаціях і в садах. зустрічаються на висоті від 300 до 500 м над рівнем моря. Відкладають яйця.